# Heinrich Schulze (Pädagoge)
Heinrich Schulze (* 1817 in Northeim; † 2. Juni 1895 in Hannover) war ein deutscher Lehrer und Schulbuch-Autor.

## Leben
Heinrich Schulze besuchte das Hauptseminar zu Hannover und wurde Ostern 1841 am Progymnasium zu Northeim angestellt.
1843 wurde Schulze an das Lyceum zu Hannover berufen, an dem er als  Klassenlehrer vornehmlich in den unteren Klassen unterrichtete, aber auch französischen und lateinischen Unterricht erteilte.
„Schulze, G. Hr. L.“ gab gemeinsam mit Friedrich Wilhelm Steinmann den ersten Teil eines 1846 erschienenen Schulbuchs heraus, dessen zweite Auflage 1848 erschien: Der Kinderschatz war laut seinem Untertitel ein „Deutsches Lesebuch für das früheste Jugendalter [und] zugleich als Stoff für Erzähl- und Gedächtnisübung“ gedacht. Das Vorwort verfasste Adolf Tellkampf. Das mehrbändige, ab 1886 gemeinsam mit Friedrich Kiel herausgegebene Werk erschien zum Teil in Dutzenden Auflagen.
Ostern 1881 trat Heinrich Schulze in den Ruhestand.

## Werke
- Die Wandfibel, 24 Tafeln in Folio. 1857[1]
- Die Lesefibel, 3. Auflage 1869[1]
- gemeinsam mit Wilhelm Steinmann, ab 1886 mit Friedrich Kiel:[1]
  - Kinderschatz. Deutsches Lesebuch vor Vor- und Unterklassen höherer Lehranstalten
    - Band 1: 46 Auflagen[1]
    - Band 2, neu bearbeitet von Heinrich Schulze, Friedrich Kiel, Heinrich Löbner, 31. Auflage, Stereotypabdruck der 30. Auflage, Leipzig; Dresden; Berlin: L. Ehlermann, 1913; Digitalisat des Georg-Eckert-Instituts – Leibniz-Institut für internationale Schulbuchforschung
    - Band 3: 12 Auflagen 1891[1]